# Herminio Acevedo

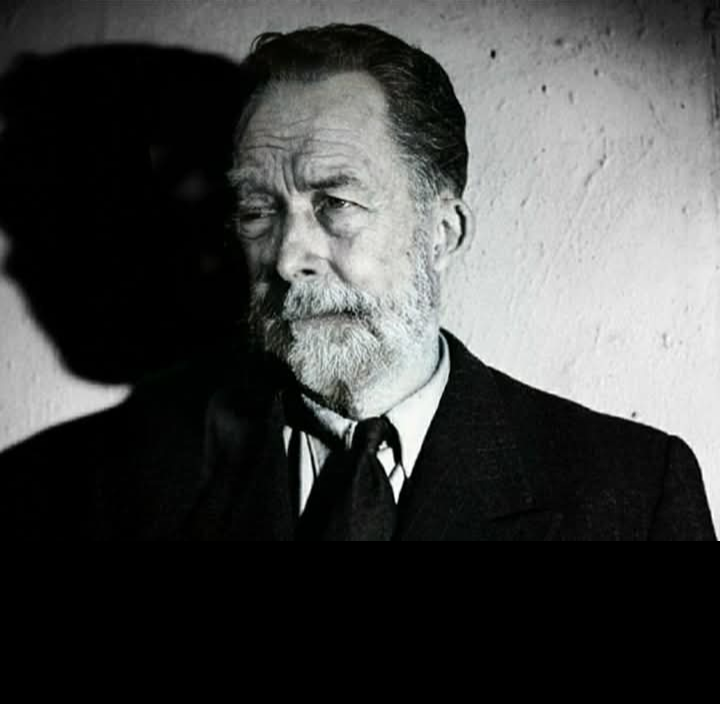
Herminio Acevedo retratado por sus amigos

Herminio Hilario Acevedo (1899-1993) fue un novelista, poeta, cuentista, disertador y ensayista argentino.

## Biografía
Comenzó su carrera en la revista Norodeste junto a su grupo de poetas “Abstraístas”.
Como consta en «Vulgar homicidio de un historiador», siempre estuvo muy en contra de una biografía propia. Además odiaba que se generara bibliografía en torno a su obra, creía que su obra hablaba por sí sola y cada interpretación debía ser particular del lector sin manipulaciones externas. Si bien la familia se mantuvo muy firme sobre eso tras su muerte, este artículo no intenta ser una biografía sino compilar datos de público conocimiento acerca de la vida de un hombre admirable.

### Muerte
Su muerte fue oficialmente declarada como suicidio, aunque hay quienes piensan que fue un asesinato que se hizo pasar por suicidio. La canción “No es mi despedida” de Gilda está dedicada a Herminio y se cree que la parte que dice “No llores, por favor no llores, porque vas a matarme" es supuestamente lo que le dijo a su asesino antes de morir, parafraseando eso del Che "¡Póngase sereno y apunte bien! ¡Va a matar a un hombre!".

## Narrativa

### Garcha Larga, la «novela garchesca», polémica y segundo exilio

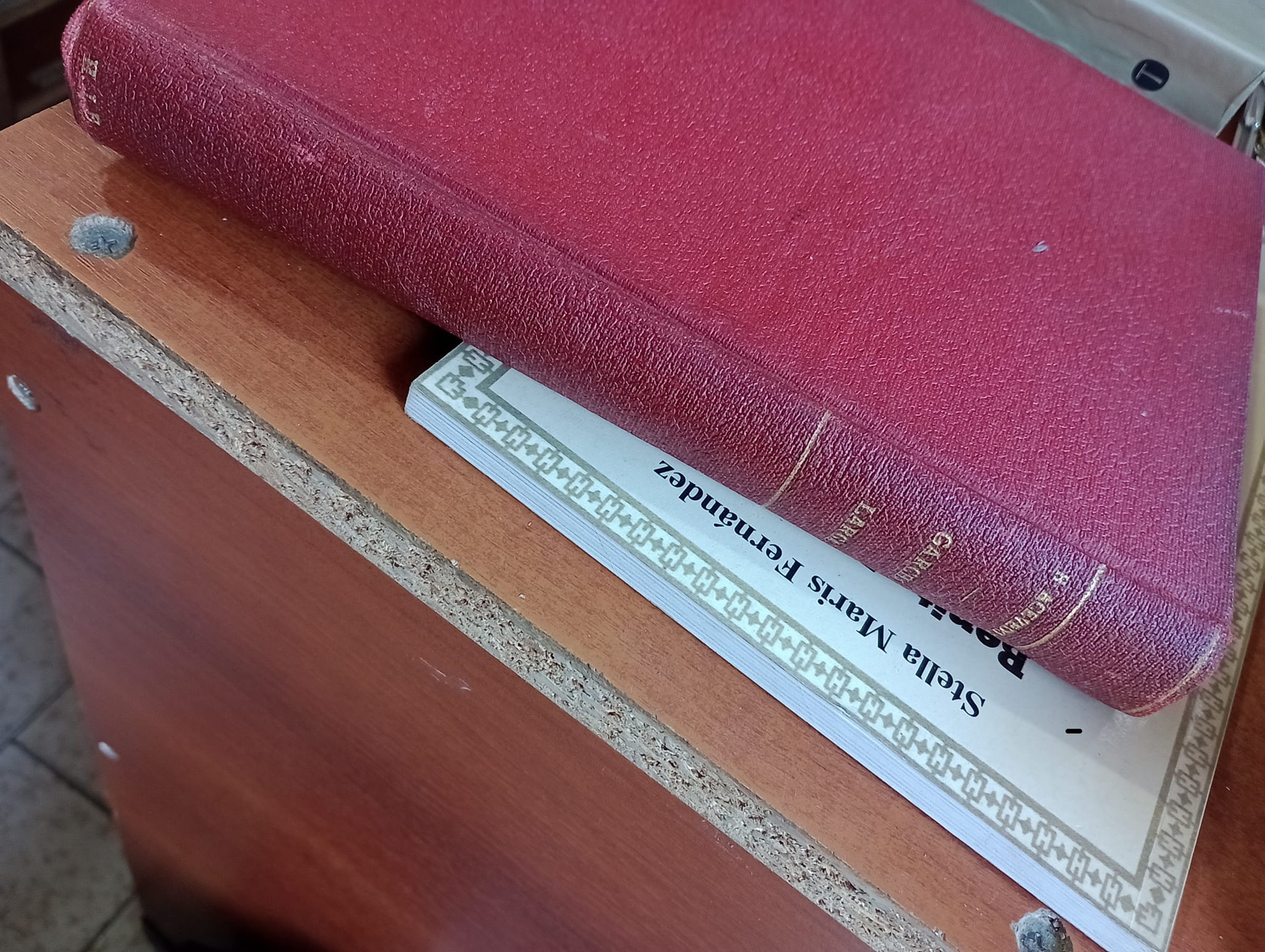
Una de las pocas ediciones de la novela prohibida del escritor

Herminio Acevedo publicó en 1939 "Garcha Larga", la «novela garchesca» (así la llamaba su autor). La reacción conservadora de la época fue tan dura ante la obscenidad de semejante título que Acevedo tuvo que exiliarse. Un día después de que saliera a la venta el presidente Roberto M. Ortiz decretó la prohibición inmediata de la venta de la novela y la confiscación y destrucción de todas las copias disponibles. Se estima que sobreviven unos cuatro o cinco ejemplares en manos de coleccionistas privados, y pude ver uno con mis propios ojos (desprovisto de la sobrecubierta original). 

### Lo insustancial del tiempo

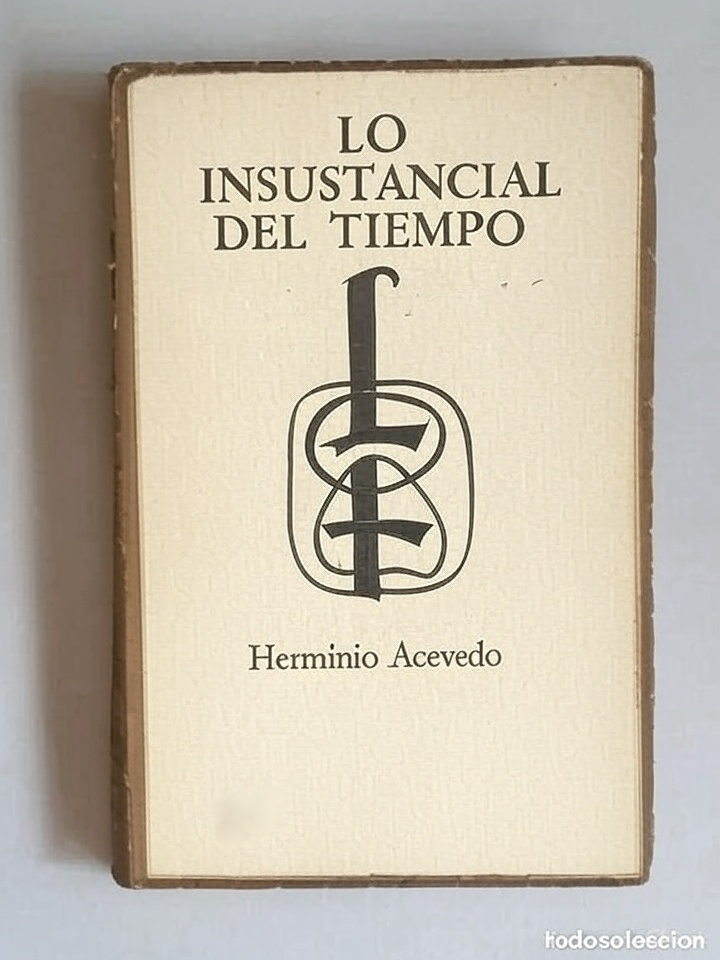
La novela más famosa del autor argentino

Es su obra más conocida, una nouvelle experimental que muchos tildan como precursora del existencialismo.

### El mono asesino de Babilonia
La novela se va narrando a través de los debates del cura Benavente y Emilio, un joven estudiante ateo, que chicaneando a Benavente lo llama "el cura agnóstico". Es muy recordado el final del primer debate que tienen donde el cura dice "el único debate que importa en la modernidad, es la charla de las viejas con sus loritos enjaulados". También se cree que Isaac Asimov tomó algunas ideas de este libro para su obra, aunque hay quienes dicen que en realidad ambos sacaron esas ideas de un libro de Carl Jung. Hay una entrevista que le hizo Capanna a Acevedo en la que hablan de cómo influyó en la ciencia ficción local. Capanna le pregunta si él se sentía de algún modo padre de la ciencia ficción. La respuesta de Acevedo fue demoledora: "Mi obra es demasiado verdadera para ser ciencia y demasiado falsa para ser ficción".
La edición de 1974 contiene en su apéndice el cuento "Burlesque dorado", censurado durante la dictadura no por cuestiones políticas sino por lo subido de tono que era. En una entrevista de 1976 que se le hizo al Secretario de Ética, Moral y Buenas Costumbres, Abelardo Rodríguez Escabeche, éste comenta que la escena con el adolescente chueco y el cordero ameritaron la censura.
Esa misma edición parte del manuscrito del texto que data de 1958 en lugar de la edición definitiva de 1963. El propio Acevedo llegó a decir en vida que le avergonzaba ese primer escrito y que lo publicó sólo por necesidad económica, pero que las ideas en el texto legítimamente le interesaban y por lo mismo, una vez en mejor situación, decidió reescribir la novela completa.
En la edición de 1958 ni siquiera profundiza bien en las ideas de Walter Benjamin que inspiraron la novela, al respecto de la problemática del lenguaje adánico nominal, y que en el libro, cuando surgen todas las lenguas en la construcción de la Torre de Babel, en ese abismo preexistente entre el nombre y lo nombrado, surge ahora también la «irrupción de una dominación arbitraria de las cosas», que es de donde surge esta suerte de guerra lingüística entre los personajes en tanto el lenguaje mismo, en su diversificación e incomunicabilidad, pasa de ser un instrumento de comunicación a uno de dominación, privando a las cosas de la posibilidad de manifestarse tal cual son, y pasando sólo a ser apariencia de las mismas y herramientas de poder.
Por eso abre además la edición de 1963 con ese famoso triple epígrafe, primero citando a Walter Benjamin («No hay forma de diálogo que no sea trágica»), luego a Hölderlin («Muchas cosas ha experimentado el Hombre; / [...] Desde que somos Palabra-en-diálogo / Y podemos los unos oír a los otros»), y, finalmente, prefigurando el final de la novela —y casi replicando la actitud de oscurecimiento de las cosas por medio del lenguaje del Otro, en un gesto irónico— cita a Baudelaire sin traducir («— Qui plane sur la vie, et comprend sans effort / Le langage des fleurs ed des choses muettes!»)
La primera edición de 1958 apenas toca estos temas y se tira más por una narrativa detectivesca de fácil comercialización, una "relectura innecesaria de Los crímenes de la calle Morgue de Poe", como dijeron por ahí en un comentario, pero además metiendo las ideas de lenguaje, visión de mundo e intraducibilidad de "La busca de Averroes", con unas nociones lingüísticas sapir-whorfianas insufribles incluso para el más de los deterministas.

### La saga del ignominioso
Saga de novelas inconclusas. Se cree que no la continuó porque nunca supo resolver el tema del incendio en la quinta de los abalorios, tema simbólicamente central en la historia de Julia. Julia es una proyección imaginaria dentro de la mente de Bernardo, que presenta una mayor humanidad y profundidad que el ser que la imagina,
Ambos a su vez tienen alteregos que representan la relación inversa: Shuli y Buenardo. Shuli es quien imagina a Buenardo, duplicando las escenas.

### Jaque mate al pastor
Libro de cuentos que contiene, además del cuento homónimo, el memorable "Los peones mueren de pié". Si bien, durante sus primeros años, el libro no tuvo mucha repercusión, con la vuelta de la democracia el gobierno de Alfonsín lo editó para promover un programa de incentivo de lectura en los jóvenes. Al final del cuento que da título al libro el pastor Alejandro Rincureti es encontrado en el granero, desenmascarado, mostrando finalmente que se trataba del peón. Sobre esto, José Pablo Feinmann en "El mito del eterno fracaso" (1985) dijo "Una idea de circularidad eterna en el juego del gato y el ratón llevada a su máxima expresión".

Jaque mate al pastor

### La Cartuja latinoamericana
Entre 1945 y 1956 viajó por Sudamérica, mientras en Europa se terminaba la Segunda Guerra Mundial y empezaba a sonar a nivel internacional la fuerza de Corea. Durante su estadía en Paraguay, en una colonia alemana, logró tener contacto con soldados fugados del nacionalsocialismo y eso inspiró una de sus más grandes novelas "La Cartuja latinoamericana".
Durante este viaje envío varias crónicas al Periódico Aparato (también conocido como Sábado), en Colombia. 
El libro "Subversivos, sudacas, sublevados" del historiador y sexólogo paraguayo Dr. Nelson Gómez tiene un capítulo donde se menciona el tema pero muy por encima en breves líneas. 
En los papeles de Trabajo del gran Roa Bastos hay fragmentos de su diario y hay, en esos fragmentos del diario, una alusión al paso de Herminio. Lo castiga, en español y en guaraní.

### Abejas negras
Ricardo Piglia en "Teoría de la prosa" (2019) dice que se puede considerar Abejas negras como el decimoprimer tomo de Souvenirs entomologiques de J. H. Fabre.
Acevedo tiene al menos tres cuentos que se resuelven mágicamente con la aparición de abejas: mientras que en dos se justifica bastante, en Abejas negras es deus ex machina. 
Muchos han intentado explicar esta fascinación por las abejas buscándole una vuelta psicoanalítica relacionada con su infancia en el campo o con su madre. Sobre el psicoanálisis, Acevedo afirma en "Metafísica de la posmodernidad y arqueología onírica innecesaria" que él lo usaba para sus cuentos pero decía que no creía en los psicoanalistas como también usaba la teología pero no creía en Dios. Esto de Dios es cuestionable porque siempre ha mantenido un agnosticismo que muchas veces se volcaba más hacia el lado religioso.
La frase más famosa de su trilogía de novelas sobre abejas es Muerde el zángano a la abeja y cree que muerde su esternón.
La colmena de Camilo José Cela está inspirada en "Abejas negras" de Herminio Acevedo.

### El tractor de Anselmo
Novela que escribió tras la muerte de su hija Clara, de siete años. Para muchos resulta ser densa y con un final simplista, la frase: "La soledad es otra cosa", se dijo. Él no estaba solo, tenía todavía su campo y sus amaneceres".
Acevedo dice que a esta novela (de 1200 páginas) le sobraban 600 páginas pero que no quería dejar de escribirla porque eso la alejaba del pensar en su hija. Tras esta confesión hay quienes notaron que cada capítulo del libro representa cada una de las etapas del duelo.
Barone Valussi escribe en el suplemento Radar de Página 12:
"El personaje de Anselmo parece chato, porque lo es: es la pista de que la historia de Anselmo en realidad no es sobre Anselmo, sino todo lo que no es Anselmo (que recién al final nos da a entender el verdadero, completo, Anselmo, que no es más que un espejo o excusa de todo el universo que lo rodea, que no es nada chato cuando se lo entiende en su conjunto. La belleza de la obra, una vez que se la descubre, es que es como una de esas ilusiones ópticas en donde se nos pide enfocar los ojos en un punto central absurdo, que al hacerlo nos permite finalmente "ver" la verdadera imagen completa, que se recompone en la periferia, oculta en el desenfoque, pero que es imposible de ver si se renuncia al esperpento de la figura central."

### El crepúsculo de las gardenias
Novela protagonizada por el pequeño Mateo quien en unas vacaciones al campo con su familia descubre un secreto atroz en un granero. El libro comienza con la memorable frase "El hombre es un bebé con rostro de fiera".

### Descenso del temerario
Novela escrita en una noche durante una abstinencia provocada por la carencia de leche de marrano.

## Poesía
El original de su primer poemario, del que no tenía copias, se perdió en un extraño incendio en la editorial que pensaba publicarlo (Ediciones Navío).
Acevedo tiene una vasta obra como poeta, incluso en sus cuentos y novelas muchos personajes recitan o recuerdan poemas que son transcriptos completamente en medio de la prosa (es un recurso recurrente que aparece en casi todos sus libros). Extraño es el caso inverso, en un libro de poesía hay una nota al pie en medio de un soneto que contiene una novela.

#### Equilibrio
En una mesa de plástico,
picada por el sol,
que hace, a su vez,
de altar y de cadalso,
dispongo la balanza conocida
en uno de los platos,
los clavos de la pasión
en el otro, de a puchitos,
todo el peso del universo
no sorprende el resultado
Juan José Sebreli en "Las aventuras de la vanguardia: El arte moderno contra la modernidad" (2011) lee en este poema una clara alusión a las drogas. Lo que su familia niega rotundamente, argumentando que  "La única pasión (de Acevedo) era la de Cristo, hijo de Dios, y por lo tanto, contenedor de todo el peso del universo". Esta apreciación familiar puede ser subjetiva y ser utilizada sólo para limpiar el buen nombre de Acevedo, que perteneció a una familia conservadora, que aún hoy lo sigue siendo.
En una de sus charlas en la Universidad del Salvador, Acevedo dijo, irónicamente, que algunos pasajes de la Biblia seguro fueron escritos bajo el influjo de estupefacientes. Esto le trajo problemas con los directivos de la institución y tuvo que dar una conferencia de prensa aclarando que no lo decía de modo negativo. Hay un ensayo donde habla de "Teología y sustancias" donde se busca justificar las adicciones bajo el ojo religioso, que muchos entienden que va dirigida a su familia.
Ricardo Piglia en la TV Pública (2015) afirmó: “Acevedo es el último intelectual de derecha que confiesa su adicción. ¿Pero qué vamos a decir? ¿Que no nos gusta su obra porque era fumón? Sarmiento fue el dueño de la lengua. Fue mejor que Acevedo. ¿Pero qué vamos a decir? ¿Qué no nos gusta Sarmiento porque le daba al hachis en pala? Así nos quedarían pocas cosas para leer”.
Sobre la relación de Acevedo con la religión cabe destacar que muchos de sus cuentos comienzan con citas a Confesiones de San Agustín, donde en lugar de poner San Agustín, pone Agustín de Hipona. Lee Confesiones como un libro de un "malandra que se vuelca a la religión" y confesó con ironía que "Agustín de Hipona no hacía ringraje porque no existían los timbres". A este "santo" le dedicó el siguiente poema:

#### Agustín de Hipona
Entregado a Confesiones,
como perro al sol,
veo la escritura suspendida
por la hegira de un bicho,
cuya vida encontraría,
sobre el borde,
término y verdugo,
si mis manos decidieran,
nerviosas por los dedos,
cambiar de página, sin más.
¿Por qué criaturas tan frágiles, Señor,
tú para quien nuestras penas ya están contadas?
exige tendones el verbo, anota nervioso en el margen
Para calar la medida de nuestro amor.
Su hija Clara murió a los 7 años en un accidente de tránsito en la ciudad de La Plata. Los 5 meses posteriores a su muerte Acevedo trabajó en el poemario "Rezago de vida" y en la novela "El tractor de Anselmo". Compartimos a continuación algunos versos de "Rezago de vida":
Ustedes que el contento de mi casa
sintieron desplegado en mis canciones,
tomando parte en nimias situaciones
que el arte engalanar de más rechaza,
no tomen parte ya, porque reemplaza
la lágrima a las felicitaciones,
por la fatalidad que hoy a montones
mis vasos de alegría despedaza.
Tal vez callar debiera tales cosas,
y con laurel no puedo imaginarme
la frente tras canciones lamentosas.
Mas si otra boca puede reanimarme
a mis amores, coplas tan pomposas
podrían por su muerte consolarme.

## Ensayo
En la categoría, publicó las siguientes obras:
- La crítica del elogio y el elogio de la crítica
- Homenajes anodinos
- Teología y sustancias
- Metafísica de la posmodernidad y arqueología onírica innecesaria
- El infierno invernal y la vieja izquierda
- Vulgar homicidio de un historiador

## Nobel
En 1969 Acevedo rechaza el Premio Nobel de Literatura. Borges dijo, quizás en tono irónico "Fue un rechazo extraño porque ni siquiera estaba propuesto". Lo real es que no sólo rechazó el premio, sino que, a diferencia del filósofo Jean-Paul Sartre, rechazó también el dinero. Si lo hubiese aceptado no hubiese muerto en la pobreza.
Hay quienes declaran que fue un acto de humildad, haciendo hincapié en su ensayo "Homenajes anodinos".
Otros, le adjudican motivos bastante contrario. Compartimos este polémico fragmento presentado en el diario El Mundo que no contiene firma al pie: 
"Acevedo ya tenía fama de bon vivant y mujeriego, estilo de vida que todos sabemos que lo dejó en la pobreza. Pero en el 69 estaba en su mejor momento. Candidato seguro al Nobel y requerido por todas las Universidades europeas.
Las malas lenguas dicen que en la cena de gala intercambió lugares, cambiando las tarjetas que indicaban el asiento de cada comensal, con las de Artur Lundkvist, miembro de la Academia y especialista en literatura latinoamericana. Recordado por haber presionado a la Academia para que Borges nunca recibiese el Nobel. De esa manera Herminio Acevedo se sentó al lado de la esposa de Lundkvist, Henna Makinën. Una finlandesa muy popular en su patria por haber ganado el certamen de Miss Finlandia en 1957. A los postres y al momento del discurso del presidente de la Academia, todos excepto Artur Lundkvist ya habían notado que la bella Henna y Acevedo no estaban en la mesa.
Manucho Mujica Láinez le contó esta anécdota a Borges en la Richmond en 1971 y el propio Borges comentó 'Caramba, el pobre Artur Lundkvist ya tenía bastante siendo mal escritor, ¿no? Pero bueno, ¿qué se puede decir de Acevedo? Tal vez que era tan buen escritor como putañero.'"

## Controversias
Durante el último periodo de su vida tuvo una relación con una joven 40 años menor que él, conocida en el under porteño como Amelia Crush. Durante esa relación escribió "No hay futuro" y "No sentimientos".
Se cree que en ella se basó el personaje de la dama suelta en "Burlesque dorado".
La diferencia de edad que había en esta relación es usada por quienes quieren cancelar por cuentos como "Siempre ayer" y "La quinceañera del conventillo".
También se tildó a Herminio de entreguista en la guerra civil.
Sobre el debate de separar a la obra del artista, el propio Acevedo había escrito "Yo no tengo nada que ver con LA obra (no dice MI obra), LA obra existe y yo soy solamente un canal que LA obra usa para materializarse". Su enemigos toman esto como una excusa metafórica para desentenderse de algunos pasajes de "La quinceañera del conventillo".
Estas personas dicen que en "La levedad del tigre sonriente" hay claras aproximaciones al fascismo, y que el cuento "Siempre ayer" está protagonizado por la misoginia y la pedrastia.
"Siendo un tipo que estuvo detenido tanto tiempo durante la dictadura por textos como "El infierno invernal y la vieja izquierda" leer "La levedad del tigre sonriente" como un texto pro-fascista es no saber leer entre líneas. Lo de "Siempre ayer" ya cuesta más tomar postura porque para mí es una crítica, pero choca que esté escrito en primera persona" dijo el crítico literario Marcel Maliachevsky.

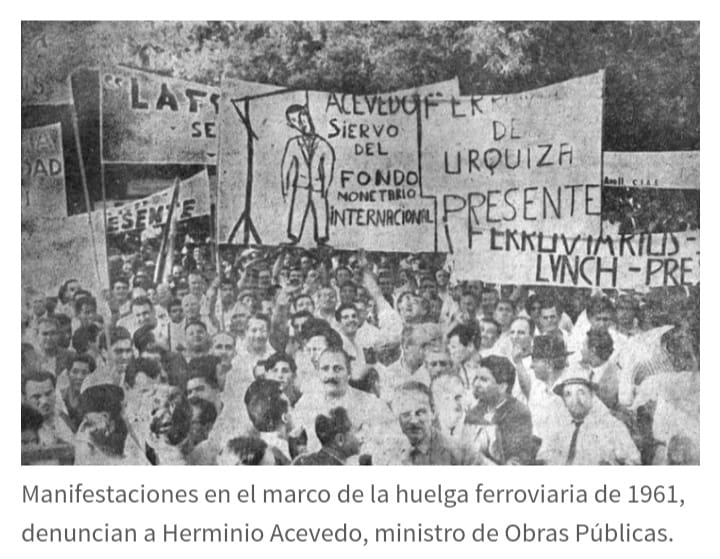
Huelguistas protestan contra el gobierno de Frondizi

Siempre polémico, Acevedo además de no renegar de su vida privada, también siempre estuvo vinculado a la política. Fue condenado por varias de sus medidas "contra los trabajadores" según los huelguistas, cuando fue ministro de Obras Públicas del gobierno de Arturo Frondizi. Tal fue la verguenza que hay polémica sobre estas versiones, que historiadores oficialistas como Félix Luna dicen en "Breve historia de los argentinos" (1993)  que el ministro era Arturo Acevedo y no Herminio (Hasta el día de hoy se niega la versión de Herminio). Según el especialista T.M Millington, se dice que fue un acuerdo entre la familia del escritor y el Estado argentino. 
Ya en versiones más malintencionadas y satíricas de la época (por ejemplo la del editor F.Catz, reconocido antagonista del escritor), cuenta Potash en "The Army and Politics in Argentina, 1945-1962: Peron to Frondizi", que se decía que en realidad Acevedo tomó el cargo de Inspector de Animales de Exposición, Circo y Zoológicos y no el de Obras Públicas. Y que Catz incluso llegó a decir a los medios "Herminio Acevedo said it to prove he could be a better public official than Borges, but it was because he had to settle troubling debts. The other Acevedo was almost a namesake because he was family, a second cousin, and the name Herminio reappeared by tradition in their family tree. I believe he used his cousin as inspiration for the Minister character in one of his novels, but I don’t recall which one, as there are several that feature Ministers with very different characteristics." (Herminio Acevedo lo dijo para demostrar que podía ser mejor funcionario público que Borges, pero fue porque tenía que saldar preocupantes deudas. El otro Acevedo era un casi homónimo porque era de su familia, un primo segundo, y el nombre Herminio reaparecia por tradición en su árbol genealógico. Creo que usó a su primo como inspiración para el personaje del Ministro en alguna de sus novelas pero no recuerdo en cúal, porque hay más de una en la que hay nombrados Ministros con muy diversas características)

## Política
Su postura política, al igual que su postura religiosa, siempre ha sido contradictoria. Todo se resumen en aquella frase de “Lo insondable del tiempo”: "Arribamos a la infranqueable puerta de la dualidad y el desdoblamiento narrativo".

La foto del polémico encuentro

Era conservador, pero no de derechas. Aunque suene contradictorio. Apoyó brevemente a Arturo Frondizi, y luego durante la dictadura estuvo preso por sus inclinaciones de izquierda (por textos como “El infierno invernal y la vieja izquierda”), pero parece que trasciende más esa foto merendando con Galtieri, sin saber que en esa merienda Acevedo reclamó la aparición del poeta Carlos Rodrigañez. Sí podemos criticar que fue un pedido muy específico y no un reclamo general.

## Exposiciones
En 2018 se realizó una muestra sobre su obra en la Biblioteca Nacional Argentina, llamada "El cajón".
Si bien Avecedo siempre se mantuvo bastante en contra de los Happenings, su muestra estuvo plagada de ellos. La performance de "El mono asesino de Babilonia", donde un mono enjaulado con un tramontina, supuestamente sedado, se sintió amenazado por el público e intento atacar gente a través de los barrotes. Poco tiempo después se dijo que el mono tenía rabia.
Todo estuvo acompañado por una DJ francesa, Honest worker, que no hablaba español y pasaba música que nadie llegó a asociar con la obra del escritor. Hay quienes afirman que el DJ fue contratado para amenizar la velada sin saber siquiera de qué se trataba.
Se promocionó la exhibición del original “La dulce espera de los amargos desesperados” pero quienes fueron solamente encontraron un cartel que decía "Vitrina en proceso de montaje". No se supo si fue un error de organización u otra performance. Lo mismo sucedió con "El batracio de Domselaar IX".
Charly García estuvo en la inauguración y orinó en el cajón.
La muestra terminó cuando un grupo de personas incendiaron el cajón. Si bien se cree que fue un acto de vandalismo la Biblioteca, quizás para ahorrase problemas judiciales, afirmó que era una performance.

## Filmografía
Hace varios años que corre el rumor de que Lucrecia Martel quiere hacer la película de El mono asesino de Babilonia. En 2017, en medio de los rumores la cineasta prefirió no responder y contestó sobre una ópera que estaba preparando para salir del paso. 
El hijo de la novia de Juan José Campanella, supuestamente, es una versión libre (muy libre) de Las alianzas de Edgardo e Inés.
Narciso Ibáñez Menta realizó una adaptación de Jaque mate al pastor para la televisión española. Si bien la trama transcurre en un solo decorado y fue realizado con un presupuesto bastante bajo para las producciones de la época, muchos críticos señalaron que esa carencia de ostentación es lo que la hace superior a otras adaptaciones.
En 2002 se realizó la preproducción de una miniserie basada en El tractor de Anselmo que finalmente no pudo concretarse. En 2004 se filtraron en internet algunas fotos de esa preproducción donde se veían algunas locaciones y personajes que, según muchos seguidores de la obra de Acevedo, reflejaban muy bien las páginas del libro.
En 2010 Mariano Llinás intentó conseguir los derechos de esas fotografías para hacer una especie de experimento audiovisual que mezclaba fotonovela con la voz en off y la música, pero la cantidad de imágenes era realmente escasa para las 1200 páginas que contiene el libro.
En 2017 UN3, el canal de la Universidad de Tres de Febrero produjo una adaptación de poemas de Acevedo en versión teatro mudo. Luego de unos 10 teasers de adelantos de la serie, bastante incongruentes para muchos, los realizadores terminaron confesando que esos teaser eran la serie en sí. Hay quienes dicen que esto fue una excusa porque la realización de la serie no se consolidó por la partida de Martín Piroyansky del proyecto.
El director independiente Lopez Murphy rodó en 1997, directamente en VHS, La libertad del coloso. La película se volvió de culto con el tiempo, si bien el director se tomó ciertas libertades. Lo que más se le critica es lo obvia que se vuelve la crítica al Zar, que en el libro nunca termina de evidenciarse.
Abejas negras fue llevada al cine por Jean-Luc Godard, en lo que fue una ambiciosa coproducción franco-argentina. Producida por Pierre Braunberger, protagonizada por Jean-Paul Belmondo, Jean Claude Braly y Anna Karina como Sofía. Fue galardonada con el Prix special du jury et prix de la critique au Festive de Venise.
El propio Herminio Acevedo hace un cameo en la escena donde Sofía y Antonin se encuentran por primera vez en el café. En la escena donde la pareja discute frente a la librería se puede observar perfectamente en el escaparate del local un ejemplar de El mono asesino de Babilonia. La postproducción de sonido se realizó en los míticos Estudios Almendra.
Las almas del destino (que se considera, pese a que Herminio lo niega, la novela más autobiográfica de su obra) se adaptó bajo el nombre de "Gitano profundo" protagonizada por Joaquín Furriel. El protagonista, que en la novela es un escritor, pasa en la película a ser un matador gitano. La diferencia es casi imperceptible. Acevedo solía decir que toda profesión es una metáfora de la vida de cualquier hombre (algo bastante borgeano) y que la prostituta de "Burlesque dorado" y la monja de "La quinceañera del conventillo" pueden tranquilamente ser el mismo personaje (algo también borgeano).

## Música
Acevedo escribió "no se piensa en el verano cuando cae la nieve", frase que posteriormente usaría Gilda después del recordado y problemático romance. Con los años coleccionistas privados y adoradores del escritor han sostenido esta versión, que aparecía en su primer poemario perdido, pero el escritor siempre obvio hacer declaraciones cuando se le preguntaba por Franco Simone.
En “Por una cabeza” se hace referencia a algunos pasajes de su cuento “Los burreros del bajo Flores”.
Richard Wright de la banda Pink Floyd afirmó que iban a poner una audio de la voz de Herminio de fondo en algún tema de El lado oscuro de la Luna pero desistieron porque Los Beatles habían hecho algo así en "Revolution 9". Otros contradicen estos dichos, aclarando que en realidad fue Frank Louis Wright quien hablo del uso de la voz de Herminio dentro del diseño de edificios parlantes.
En “Hitboy”, el rapero argentino Duki dice "del niño libre y opuesto a Jesucristo". La frase alude a El mono asesino de Babilonia donde Acevedo escribe "El niño libro. Era lo opuesto a Cristo".
Dicen que “El mono tremendo” de Spinetta está basado en El mono asesino de Babilonia. El Flaco lo desmintió en reiteradas ocasiones.

## Obras

### Poesía
Rezago de vida (1993). Ediciones Récord.
Poesía reunida. Los poemas recuperados de Hermino Acevedo (1999). Biblioteca del Sur

### Narrativa
Garcha Larga (1939). Editorial Rueda
La Cartuja latinoamericana (1953). NAPA
El mono asesino de Babilonia (1958). Ed.Columba
El descenso del temerario (1990). Ed. Columba.
El tractor de Anselmo (1993). Ediciones Récord.

### Cuentos
Abejas negras (1961). Ediciones Récord.
Jaque mate al pastor (1972). Biblioteca Nacional.

### Ensayo
Vulgar homicidio de un historiador (1941). Editorial Rueda.
Teologías y sustancias, Homenajes anodinos y otros ensayos (1985). Biblioteca Nacional.